# Malka Heifetz Tussman

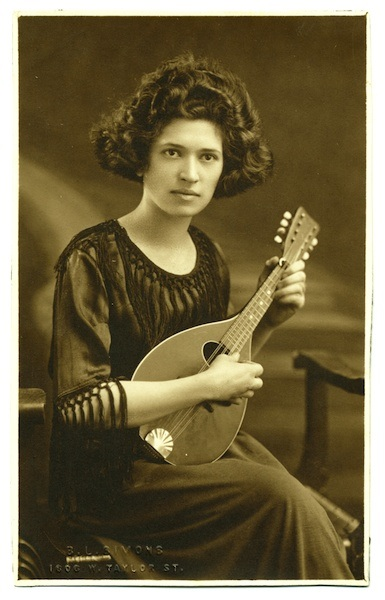
Malka Heifetz Tussman (1925)

Malka Heifetz Tussman (geboren als Malka Heifetz 1893 in Bolschaja Chaitscha, Wolhynien, Russisches Kaiserreich; gestorben 1987 in Berkeley) war eine US-amerikanische Schriftstellerin in jiddischer Sprache.

## Leben
Malka Heifetz wurde in Wolhynien auf dem Landgut Bolshaya-Chaitcha als Tochter des Baruch Heifetz und der Gittel Schaffner geboren. Über das Jahr ihrer Geburt machte Tussman verschiedene Angaben. Sie war eines von acht Kindern eines Pächters, die Familie konnte ihr den Schulbesuch in Norynsk und Korosten erlauben. Heifetz wuchs vielsprachig auf und schrieb ihre ersten Gedichte in Russisch. Im Jahr 1912 wurde sie zum Heiraten zu Verwandten, die bereits in die USA ausgewandert waren, nach Chicago geschickt. Sie heiratete den Chasan Shloyme Tussman, der Sohn Joseph Tussman (1914–2005) wurde ein bedeutender amerikanischer Pädagoge, der Sohn Hugh arbeitete als Bildhauer. Heifetz Tussman eignete sich die englische Sprache an und konnte bereits 1914 erste Prosa und Gedichte veröffentlichen. Der jüdische und jiddische Aktivist Kalman Marmor überzeugte sie, dass es für sie besser sei, in Jiddisch zu schreiben.
Die Familie Tussmann zog nach Milwaukee und dann in verschiedene Städte des Mittleren Westens und Kaliforniens, wo Shloyme Tussmann jeweils an säkularen jüdischen Schulen unterrichtete. Malka Heifetz Tussmann besuchte, wenn sich die Gelegenheit ergab, Kurse an Universitäten oder sie gab selbst Jiddischunterricht. 1949 wurde sie Instructor für Jiddische Sprache und Literatur an der University of Judaism in Los Angeles. Nach dem Tod ihres Mannes lebte sie 1971/72 in Israel, zog dann aber wieder zurück nach Berkeley.
Tussmans Gedichte erschienen ab 1918 in jiddischen Zeitungen und Zeitschriften wie Fraye Arbeter Shtime, Der Vokh, Oyfkum, Tint un Feder, Di Goldene Keyt, vor dem Zweiten Weltkrieg auch in osteuropäischen Publikationen. Tussman brachte sechs Bände mit eigenen Gedichten in Druck. Sie führte einen umfangreichen Briefwechsel mit jiddischen Kulturschaffenden. Jascha Kessler, der 20 ihrer Gedichte ins Englische übertrug, erhielt dabei ihren Rat. Mit Marcia Falk erarbeitete sie zwei Bände Übersetzungen ihrer Gedichte und bei weiteren Übersetzungen gewährte sie Kathryn Hellerstein ihre Unterstützung.
Tussman orientierte sich zunächst an traditionellen Gedichtformen und schrieb Sonette, experimentierte mit Trioletten, sie ging später zur freien Versform über.
Tussman erhielt 1981 den israelischen Itzik Manger Prize für jiddische Literatur.

## Werke (Auswahl)
- Lider. Los Angeles: Malka Heifetz Tussman Book Committee, 1949
- Mild majn wild. Los Angeles: S.N., 1958
- Shotns fun gedenkn. Tel Aviv: Hamenorah, 1965
- Bleter faln nit. Tel Aviv: Yisroel bukh, 1972
- Unter dajn tsejchn: Lider. Tel Aviv: Yisroel bukh, 1974
- Hajnt iz ejbik: Lider. Tel Aviv: Yisroel bukh, 1977
- Am I Also You? Übersetzung Marcia Falk. Berkeley: Tree, 1977
- With Teeth in the Earth. Selected Poems of Malka Heifetz Tussman. Translated, Edited, and Introduced by Marcia Falk. Detroit: Wayne State University Press, 1992
- Malka Heifetz Tussman, in: Peter Comans (Übersetzer und Herausgeber): Splitter von Licht und Nacht : jiddische Gedichte. Frankfurt : Campus, 2013, S. 194–305 (enthält 46 Gedichte, jeweils jiddisch in Transkription und in deutscher Übersetzung)